# 埃尔斯莫尔河
埃尔斯莫尔河（法語：Hers-Mort，法語發音：[ɛʁs mɔʁ]，意为“死的埃尔斯河”），简称埃尔斯河（[Hers] 错误：{{Lang}}：無法辨識語言標籤 r（帮助）），是法國的河流，位於該國南部，屬於加龍河的右支流，河道全長90公里，平均流量每秒4立方米，發源自丰泰迪拉泽斯，河口處在格勒纳德。“莫尔”（-Mort，意为“死的”）后缀是为了与另一条埃尔斯河（埃尔斯维夫河，意为“活的埃尔斯河”）作区分。

## 外部連結
- http://www.geoportail.fr（页面存档备份，存于）
- The Hers-Mort at the Sandre database